# Dellia karstica
Dellia karstica är en insektsart som beskrevs av Perez-gelabert 2001. Dellia karstica ingår i släktet Dellia och familjen gräshoppor. Inga underarter finns listade i Catalogue of Life.